# Израильский
Израильский — посёлок в Эртильском районе Воронежской области России. Входит в состав Александровского сельского поселения.

## География
Посёлок находится в северной части Воронежской области, в лесостепной зоне, в пределах Окско-Донской равнины, на правом берегу реки Токай, на расстоянии примерно 14 км (по прямой) к юго-востоку от города Эртиль, административного центра района. Абсолютная высота — 144 метра над уровнем моря.
Часовой пояс
Посёлок Израильский, как и вся Воронежская область, находится в часовой зоне МСК (московское время). Смещение применяемого времени относительно UTC составляет +3:00.

## Население
| 2000 | 2010 |
| ---- | ---- |
| 6    | ↘1   |

Национальный состав
Согласно результатам переписи 2002 года, в национальной структуре населения русские составляли 100 %.

## Улицы
Уличная сеть посёлка состоит из двух улиц (ул. Берёзовая и ул. Лесная).